# Angus T. Jones

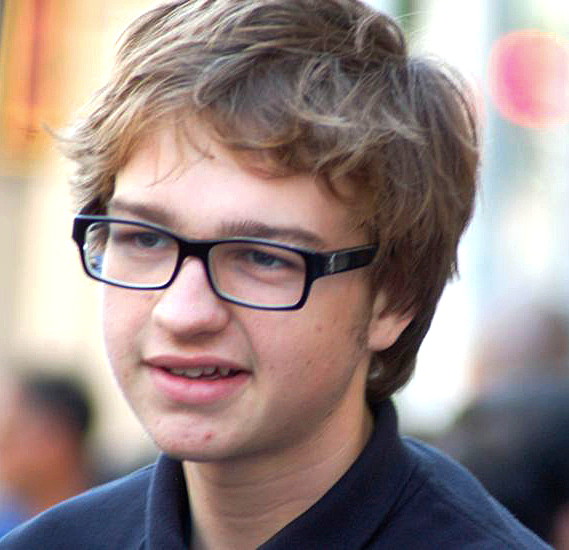
Angus T. Jones (2011)

Angus Turner Jones (* 8. Oktober 1993 in Austin, Texas) ist ein US-amerikanischer Schauspieler.

## Leben
Angus T. Jones lebte mit seinen Eltern sowie seinem jüngeren Bruder lange in Los Angeles. Er ist der Cousin der Schauspieler Christopher, Danny und Alanna Masterson.
Seine Karriere begann er im Alter von vier Jahren mit Fernsehwerbung. Bekannt wurde er durch seine Rolle als Jake Harper in der Sitcom Two and a Half Men, in der er seit 2003 neben Jon Cryer und Charlie Sheen sowie seit 2011 neben Ashton Kutcher zu sehen war. Sein Synchronsprecher ist Adrian Kilian.
Jones war bis zu seiner Volljährigkeit der bestbezahlte minderjährige Schauspieler im US-Fernsehen. Für eine Folge Two and a Half Men bekam er 2010 rund 300.000 US-Dollar Gage.
Im November 2012 bezeichnete Jones die Serie öffentlich als „Schund“ (Filth) und riet davon ab, sie sich im Fernsehen anzusehen. Indem er jahrelang mitgewirkt habe, sei er selbst zum Heuchler geworden. Er begründete diesen Sinneswandel mit seinem neuerdings streng christlichen Glauben als Siebenten-Tags-Adventist. Jedoch nahm er seine Kritik kurz darauf mit der Begründung, er habe seine Kollegen nicht beleidigen wollen, wieder zurück. Daraufhin hatte er nur noch kleinere Auftritte in der 10. Staffel der Fernsehserie. Ende Mai 2013 wurde bekannt, dass sein Vertrag für die elfte Staffel von Two and a Half Men nicht verlängert wurde. Die genauen Hintergründe, ob Jones freiwillig abgelehnt hatte oder ihm kein neuer Vertrag angeboten worden war, sind nicht bekannt. Er wurde durch Amber Tamblyn, die Charlie Harpers Tochter spielt, ersetzt.
Jones studierte in Colorado und engagiert sich für die World Harvest Church Outreach.
Im März 2014 gab er bekannt, dass er sich eine Rückkehr auf den Fernsehbildschirm nur vorstellen könne, wenn es sich um Bibel-basierte Geschichten handle. Des Weiteren ließ er sich als Zeichen seines neuen Glaubens einen Vollbart stehen. Er absolvierte allerdings beim Serienfinale von Two and a Half Men, welches am 19. Februar 2015 in den Vereinigten Staaten ausgestrahlt wurde, einen kurzen Gastauftritt.
2023 hatte er an der Seite von Charlie Sheen einen Gastauftritt in Chuck Lorres Fernsehserie Bookie.
Im Jahr 2016 begann Jones bei der von Sean Combs Sohn mitgegründeten Produktionsfirma Tonite zu arbeiten.  Außerdem engagiert er sich gegen Mobbing und Kindesmissbrauch.

## Filmografie (Auswahl)
- 1999: Simpatico
- 2001: Spot – Ein Cop auf vier Pfoten (See Spot Run)
- 2001: Abendessen mit Freunden (Dinner with Friends, Fernsehfilm)
- 2001: Emergency Room – Die Notaufnahme (ER, Fernsehserie, Folge 8x09)
- 2002: Die Entscheidung – Eine wahre Geschichte (The Rookie)
- 2003: Haus über Kopf (Bringing Down the House)
- 2003: Audrey’s Rain (Fernsehfilm)
- 2003: George, der aus dem Dschungel kam 2 (George of the Jungle 2)
- 2003–2013, 2015: Two and a Half Men (Fernsehserie, 213 Folgen)
- 2005: Ein Geschenk fürs Leben (The Christmas Blessing, Fernsehfilm)
- 2010: Hannah Montana (Fernsehserie, Folge 4x01)
- 2016: Horace and Pete (Fernsehserie, Folge 1x10)
- 2023: Bookie (Fernsehserie, 1 Folge)